# The Return of Amy Winehouse
The Return of Amy Winehouse è un tour eseguito da Amy Winehouse nel 2011.

## Scaletta
intro
1. Shimmy Shimmy Koko Bop (intro) / Just Friends
2. Back to Black / Walking In The Sand
3. Tears Dry On Their Own

canzoni acustiche e cover
1. Boulevard of Broken Dreams
2. I'm on the Outside (Looking In)
3. You're Wondering Now a volte
4. Some Unholy War
5. I Heard Love Is Blind
6. Wake Up Alone
7. Stagger Lee a volte

intervento di Zalon (corista)
1. What a Man Going to Do (Zalon)
2. The Click (Zalon)

grandi successi
1. Rehab
2. Valerie
3. You Know I'm no Good
4. Love Is a Losing game

Outro
1. Me & Mr Jones